# Nina Sublatti
Nino Sulaberidze (gruzinsko ნინო სულაბერიძე), bolj znana pod psevdonimom Nina Sublatti, gruzinska pevka, tekstopiska in manekenka, * 31. januar 1995
Sublatti je zmagala leta 2013 v gruzijski različici Idols. Mednarodno pozornost je dosegla leta 2015 saj je bila gruzijska predstavnica na Pesmi Evrovizije 2015. Na Evroviziji je nastopila s pesmijo »Warrior« s katero se je v finalu prebila na 11. mesto s 51 točkami. Leta 2016 je postala ena od sodnic X Factor Georgia, kasneje pa tudi sodnica version of Idols.

## Življenje in kariera

### Zgodnje življenje
Sublatti se je rodila 31. januarja 1995 gruzijskim staršem v Moskvi v Rusiji.Njeno pravo ime je Nino Sulaberidze. Kmalu po njenem rojstvu se je njena družina preselila nazaj v Gruzijo, čeprav je Nina nekaj časa kot otrok živel tudi v Rigi v Latviji. Leta 2011 je Sublatti začela sodelovati z vplivno glasbeno hišo Georgian Dream Studio, kjer je sodelovala s pevko Bero Ivanishvili.

### 2013–2014: Dare to be Nina Sublatti
Leta 2013 je bil Sublatti razglašena za zmagovalko Sakartvelos Varskvlavi, gruzijske različice Idols. Naslednje leto je izdala svoj prvi album Dare to Be Nina Sublatti, ki je postal najbolje prodajani album v Gruziji vseh časov.

### Pesem Evrovizije 2015
Po uspehu prvega albuma je bila decembra 2014 razglašena za eno od petih tekmovalcev, ki so se potegovali za predstavnika Gruzije na Evroviziji 2015 s pesmijo »Warrior«. 14. januarja 2015 je Nina nastopila v finalu nacionalnega izbora in tudi zmagala z 38,1% telefonskega glasovanja in 21 točkami gruzijske žirije. Javnost je imela dva tedna časa, da je lahko glasovala (1. januarja 2015 do 14. januarja 2015). S pesmijo »Warrior« je nastopila v prvem polfinalu Evrovizije in se z 98 uvrstila na četrto mesto ter se uvrstila v veliki finale. V finalu je zasedla enajsto z 51 točkami.

### 2016-danes
Leta 2016 je postala sodnica gruzijske različice X-Factorja, skupaj z Niko Gvaramia, Sofijo Nizharadze in Giorgijem Gabunijem. Oktobra 2017 je postala tudi sodnica gruzijske različice Idols.
Nina Sublatti je večkrat izpostavila, da so njeni vzorniki Janis Joplin, Brian Molko in Björk. Poročena je z gruzijskim trobentačem Georgeom Shamanaurijem.

## Diskografija

### Studijski albumi
| Naslov                   | Podrobnosti |
| ------------------------ | --- |
| Dare to Be Nina Sublatti | - Objavljeno: 12. junija 2014 - Format: CD, digitalni prenos, spletno predvajanje - Glasbena založba: Bravo Records |

| Naslov     | Podrobnosti                                                                                |
| ---------- | ------------------------------------------------------------------------------------------ |
| Locked Box | - Objavljeno: 27. julija 2015 - Format: digitalni prenos - Glasbena založba: Bravo Records |

### Pesmi
| Naslov                      | Leto | Najvišji položaj na lestvicah | Najvišji položaj na lestvicah | Najvišji položaj na lestvicah | Najvišji položaj na lestvicah | Najvišji položaj na lestvicah | Najvišji položaj na lestvicah | Album       |
| Naslov                      | Leto | AUT                           | POL                           | UKR                           | ISL                           | TUR                           | RUS                           | Album       |
| --------------------------- | ---- | ----------------------------- | ----------------------------- | ----------------------------- | ----------------------------- | ----------------------------- | ----------------------------- | ----------- |
| »Down« (z Nini Tsnobiladze) | 2014 | -                             | -                             | -                             | -                             | -                             | -                             | Brez albuma |
| »Sleep«                     | 2015 | -                             | -                             | -                             | -                             | -                             | -                             | Brez albuma |
| »I've Got An Idea«          | 2015 | -                             | 95.                           | 112.                          | -                             | 14.                           | 95.                           | Locked Box  |
| »Warrior«                   | 2015 | 73.                           | 69.                           | 40.                           | 44.                           | 2.                            | 29.                           | Brez albuma |
| »Locked Box«                | 2015 | -                             | -                             | -                             | -                             | -                             | 146.                          | Locked Box  |
| »You Call me David«         | 2015 | -                             | -                             | 91.                           | -                             | 30.                           | 72.                           | Locked Box  |
| »Heart Won't Suck It«       | 2015 | -                             | -                             | -                             | -                             | -                             | 179.                          | Brez albuma |
| »Dark Desire«               | 2015 | -                             | -                             | -                             | -                             | -                             | -                             | Brez albuma |
| »Vision of Mind«            | 2016 | -                             | -                             | 183.                          | -                             | -                             | 220.                          | Brez albuma |